# Donețk, Rostov

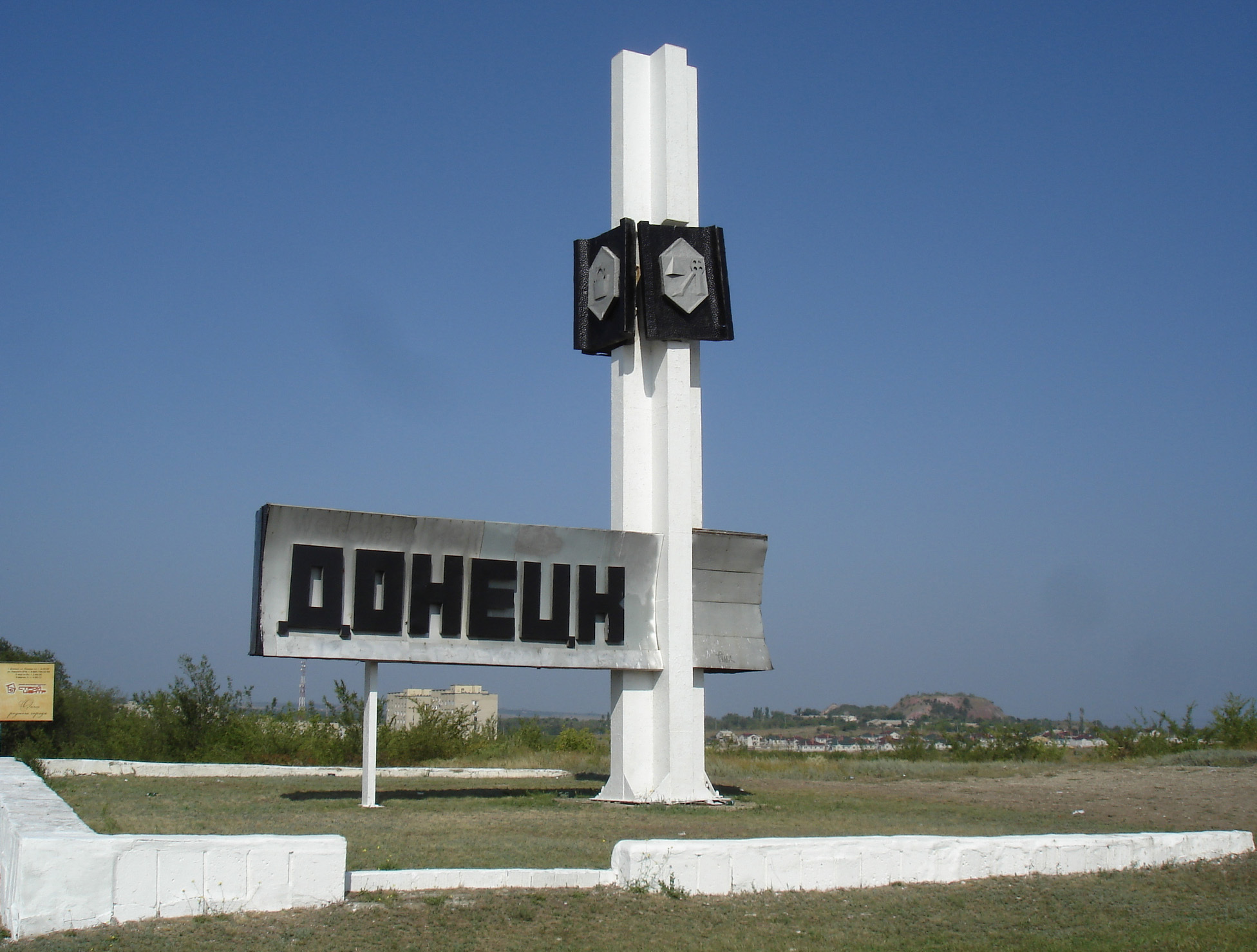

Donețk (rusă Доне́цк) este un oraș din Regiunea Rostov, Rusia. Se află lângă Râul Doneț, aproape de granița cu Ucraina. Se află la cca. 388 de kilometri vest de Volgograd. 

## Populație
Numărul locuitorilor era de 50.098 în 2010; 48.040 în 2002;   48.673 în 1989; 38.000 în 1970.

## Istorie
Era cunoscut ca Gundorovka până în 1955.
La 13 iulie 2014 (cu 4 zile înainte de prăbușirea Zborului 17 al Malaysia Airlines), Rusia a acuzat că un obuz ucrainean a căzut pe o casă din Donețk și a amenințat că va organiza atacuri aeriene asupra Ucrainei.

## Legături externe
- http://donetsk-ro.donland.ru/ Arhivat în 10 decembrie 2019, la Wayback Machine.
- http://mydonetsk.ru/ Arhivat în 7 septembrie 2011, la Wayback Machine.